# Conus festivus
Conus festivus é uma espécie de gastrópode do gênero Conus, pertencente a família Conidae.